# NGC 4198
NGC 4198 est une vaste galaxie lenticulaire relativement éloignée et située dans la constellation de la Grande Ourse. NGC 4198 a été découverte par l'astronome germano-britannique William Herschel en 1789. Cette galaxie a aussi été observée par l'astronome américain Lewis Swift le 3 novembre 1888 et elle a été inscrite à l'Index Catalogue sous la désignation IC 778.

## Caractéristiques
Sa vitesse par rapport au fond diffus cosmologique est de 9 461 ± 12 km/s, ce qui correspond à une distance de Hubble de 139,6 ± 9,8 Mpc (∼455 millions d'al).
Selon la base de données Simbad, NGC 4198 est une galaxie LINER, c'est-à-dire une galaxie dont le noyau présente un spectre d'émission caractérisé par de larges raies d'atomes faiblement ionisés.